# Чемпіонат світу з боксу 2011
16-й Чемпіонат світу з боксу відбувався у Спортивно-концертному комплексі імені Гейдара Алієва в Баку (Азербайджан) з 22 вересня до 10 жовтня 2011 року.
Цей турнір був відбірковим на Олімпійські ігри 2012. Першість планети з любительського боксу, що проходила під егідою AIBA, вперше зібрала таку велику кількість учасників. 685 боксерів зі 127 країн боролися за заповітні ліцензії. Попередній рекорд учасників у світових чемпіонатах було встановлено 2009 року на Чемпіонаті світу в Мілані, Італія.
Україну представляли: Денис Козарук, Георгій Чигаєв, Микола Буценко, Василь Ломаченко, Денис Берінчик, Тарас Шелестюк, Євген Хитров, Олександр Гвоздик, Олександр Усик, Роман Капітоненко.
Відбіркові бої відбувалися з 26 вересня, фінальні поєдинки відбулися 8 жовтня.

## Результати

### Підсумковий загальний залік країн за кількістю нагород
| Місце   | Країна         | Золото | Срібло | Бронза | Загалом |
| ------- | -------------- | ------ | ------ | ------ | ------- |
| 1       | Україна        | 4      | 1      | 0      | 5       |
| 2       | Куба           | 2      | 1      | 0      | 3       |
| 3       | Азербайджан    | 1      | 1      | 0      | 2       |
| 4       | Росія          | 1      | 0      | 2      | 3       |
| 5       | Бразилія       | 1      | 0      | 1      | 2       |
| 5       | КНР            | 1      | 0      | 1      | 2       |
| 7       | Казахстан      | 0      | 2      | 2      | 4       |
| 8       | Англія         | 0      | 2      | 1      | 3       |
| 9       | Японія         | 0      | 1      | 0      | 1       |
| 9       | Південна Корея | 0      | 1      | 0      | 1       |
| 9       | Уельс          | 0      | 1      | 0      | 1       |
| 12      | Італія         | 0      | 0      | 2      | 2       |
| 12      | Узбекистан     | 0      | 0      | 2      | 2       |
| 14      | Білорусь       | 0      | 0      | 1      | 1       |
| 14      | Німеччина      | 0      | 0      | 1      | 1       |
| 14      | Індія          | 0      | 0      | 1      | 1       |
| 14      | Ірландія       | 0      | 0      | 1      | 1       |
| 14      | Литва          | 0      | 0      | 1      | 1       |
| 14      | Монголія       | 0      | 0      | 1      | 1       |
| 14      | Румунія        | 0      | 0      | 1      | 1       |
| 14      | Таджикистан    | 0      | 0      | 1      | 1       |
| 14      | США            | 0      | 0      | 1      | 1       |
| Загалом | Загалом        | 10     | 10     | 20     | 40      |

### Медальні підсумки
| Вагова категорія | Золото                            | Срібло                         | Бронза                         |
| ---------------- | --------------------------------- | ------------------------------ | ------------------------------ |
| до 49 кг         | Цзоу Шімін КНР                    | Сін Джон Хун Південна Корея    | Пуревдоржийн Сердамба Монголія |
| до 49 кг         | Цзоу Шімін КНР                    | Сін Джон Хун Південна Корея    | Давид Айрапетян Росія          |
| до 52 кг         | Михайло Алоян Росія               | Ендрю Селбі Уельс              | Роші Воррен США                |
| до 52 кг         | Михайло Алоян Росія               | Ендрю Селбі Уельс              | Жасурбек Латипов Узбекистан    |
| до 56 кг         | Лазаро Альварес Куба              | Люк Кемпбелл Англія            | Джон Джо Невін Ірландія        |
| до 56 кг         | Лазаро Альварес Куба              | Люк Кемпбелл Англія            | Анвар Юнусов Таджикистан       |
| до 60 кг         | Василь Ломаченко Україна          | Яснієр Толедо Куба             | Доменіко Валентіно Італія      |
| до 60 кг         | Василь Ломаченко Україна          | Яснієр Толедо Куба             | Гані Жайлауов Казахстан        |
| до 64 кг         | Евертон Лопес Бразилія            | Денис Берінчик Україна         | Том Сталкер Англія             |
| до 64 кг         | Евертон Лопес Бразилія            | Денис Берінчик Україна         | Вінченцо Манджакапре Італія    |
| до 69 кг         | Тарас Шелестюк Україна            | Серік Сапієв Казахстан         | Егідіюс Каваляускас Литва      |
| до 69 кг         | Тарас Шелестюк Україна            | Серік Сапієв Казахстан         | Вікас Крішан Ядав Індія        |
| до 75 кг         | Євген Хитров Україна              | Мурата Рьота Японія            | Есківа Фалькао Бразилія        |
| до 75 кг         | Євген Хитров Україна              | Мурата Рьота Японія            | Богдан Журатоні Румунія        |
| до 81 кг         | Хуліо Сезар Ла Круз Куба          | Адільбек Ніязимбетов Казахстан | Єгор Мехонцев Росія            |
| до 81 кг         | Хуліо Сезар Ла Круз Куба          | Адільбек Ніязимбетов Казахстан | Елшод Расулов Узбекистан       |
| до 91 кг         | Олександр Усик Україна            | Теймур Маммадов Азербайджан    | Сяргєй Карнєєв Білорусь        |
| до 91 кг         | Олександр Усик Україна            | Теймур Маммадов Азербайджан    | Ван Сюаньсюань КНР             |
| понад 91 кг      | Магомедрасул Маджидов Азербайджан | Ентоні Джошуа Англія           | Ерік Пфайфер Німеччина         |
| понад 91 кг      | Магомедрасул Маджидов Азербайджан | Ентоні Джошуа Англія           | Іван Дичко Казахстан           |

## Країни-учасники
685 боксерів зі 127 країн узяли участь.
| - Австралія (10) - Австрія (1) - Азербайджан (9) - Албанія (4) - Алжир (8) - Ангола (4) - Аргентина (7) - Афганістан (5) - Багамські Острови (2) - Барбадос (2) - Бенін (1) - Білорусь (10) - Болгарія (10) - Болівія (2) - Боснія і Герцеговина (5) - Ботсвана (2) - Бразилія (6) - Буркіна-Фасо (2) - Велика Британія (15) - Англія (9) - Уельс (5) - Шотландія (1) - Венесуела (8) - В'єтнам (1) - Вірменія (7) - Габон (7) - Гаїті (4) - Гамбія (4) - Гана (7) - Гватемала (2) - Греція (3) - Грузія (10) - Данія (4) - Домініка (4) - Домініканська Республіка (5) - ДР Конго (10) - Еквадор (8) - Естонія (3) - Ефіопія (8) - Єгипет (9) - Ізраїль (2) - Індія (10) - Індонезія (5) | - Ірак (8) - Іран (9) - Ірландія (10) - Ісландія (1) - Іспанія (4) - Італія (9) - Йорданія (4) - Казахстан (9) - Кайманові Острови (2) - Камбоджа (2) - Камерун (5) - Канада (5) - Кенія (10) - Киргизстан (9) - КНР (10) - Китайський Тайбей (4) - Колумбія (7) - Коморські Острови (4) - Кот-д'Івуар (1) - Куба (10) - Кувейт (1) - Латвія (4) - Литва (7) - Маврикій (6) - Північна Македонія (4) - Малайзія (2) - Малі (1) - Марокко (9) - Мексика (10) - Молдова (8) - Монако (8) - Монголія (8) - М'янма (2) - Науру (1) - Непал (2) - Нігер (2) - Нідерланди (3) - Нікарагуа (2) - Німеччина (10) - Нова Зеландія (4) - Норвегія (3) - Пакистан (6) - ПАР (4) | - Південна Корея (8) - Польща (10) - Португалія (1) - Росія (10) - Руанда (6) - Румунія (8) - Сальвадор (3) - Саудівська Аравія (5) - Есватіні (1) - Сейшельські Острови (4) - Сенегал (4) - Сент-Вінсент і Гренадини (1) - Сент-Люсія (2) - Сербія (5) - Словаччина (6) - Словенія (1) - США (10) - Сьєрра-Леоне (9) - Таджикистан (10) - Таїланд (8) - Танзанія (8) - Того (2) - Тонга (2) - Тринідад і Тобаго (2) - Туніс (4) - Туреччина (10) - Туркменістан (6) - Уганда (10) - Угорщина (10) - Узбекистан (10) - Україна (10) - Філіппіни (6) - Фінляндія (1) - Франція (8) - Хорватія (5) - Чехія (5) - Чорногорія (2) - Швеція (6) - Шрі-Ланка (3) - Ямайка (2) - Японія (8) |

## Виноски
1. ↑  Запрошення на Чемпіонат світу з боксу 2011 у Баку (PDF). AIBA. Архів (PDF) оригіналу за 15 липня 2013. Процитовано 8 жовтня 2011. (англ.)
2. ↑  Чемпіонат світу з боксу 2011 у Баку. Кількість боксерів за командою (PDF). Архів оригіналу (PDF) за 24 жовтня 2013. [Архівовано 2013-10-24 у Wayback Machine.] (англ.)
3. ↑  Церемонія відкриття Чемпіонату світу з боксу 2009 у Мілані. AIBA. Архів оригіналу за 15 липня 2013. Процитовано 8 жовтня 2011. (англ.)
4. ↑  AIBA. Італія — господар Чемпіонату світу 2009. AIBA. Архів оригіналу за 15 липня 2013. Процитовано 8 жовтня 2011. (англ.)
5. ↑  Список країн-учасників [Архівовано 24 березня 2012 у Wayback Machine.] (англ.)